# و همین لباس زیباست
و همین لباس زیباست (انگلیسی: Clothes Make the Man) یک فیلم کمدی صامت کوتاه به کارگردانی ویلارد لوئیس است که در سال ۱۹۱۵ منتشر شد. از بازیگران این فیلم می‌توان به اولیور هاردی و ریموند مک‌کی اشاره کرد. این فیلم بر پایه رمان کوتاهی به همین نام اثرِ گوتفرید کلر ساخته شد.